# Kokomo Arnold
Kokomo Arnold, egentligen James Arnold, född 15 februari 1901 i Lovejoy's Station, Georgia, död 8 november 1968 i Chicago, Illinois, var en amerikansk bluessångare och gitarrist. 
Sin första låt spelade Kokomo Arnold in 1934. Artistnamnet tog han efter att ha spelat in en cover på Scrapper Blackwells "Kokomo Blues". Kokomo Arnold spelade in den som "Old Original Kokomo Blues". Han spelade in låten "Milk Cow Blues" 1934. Elvis Presley spelade in en cover 1954 som "Milk Cow Blues Boogie". Även Aerosmith gjorde en cover på låten på deras album Draw the Line från 1977. 
Kokomo Arnold slutade spela in musik 1938 och började jobba i en fabrik i Chicago. Han blev återupptäckt 1962 men han ville inte spela in mer musik. Han dog av en hjärtattack 8 november 1968.